# In battle there is no law!
In battle there is no law is het debuutalbum van Bolt Thrower. Het werd opgenomen in de Loco Studios met Andrew Fryer en gemixt in Clockwork door Alan Scott. Het album werd in 1988 uitgebracht op Vinyl Solution als Sol 11 en opnieuw uitgebracht op Vinyl Solution als Sol 11 in 1992, met een andere hoes.

## Tracklijst
1. In Battle There Is No Law	5:01
2. Challenge For Power	3:34
3. Forgotten Existence	3:45
4. Denial Of Destiny	2:30
5. Blind To Defeat ¹	2:21
6. Concession Of Pain	2:58
7. Attack In The Aftermath	3:11
8. Psychological Warfare	3:31
9. Nuclear Annihilation	3:30

Totale duur: 30:21
¹ Cd-bonustrack

## Artiesten en medewerkers
- Karl Willetts: zang
- Gavin Ward: gitaar
- Barry Thompson: gitaar
- Andrew Whale: drums
- Jo Bench: bas
- Andrew Fryer: productie
- Alan Scott: mix